# Liste der Monuments historiques in Bouzonville
Die Liste der Monuments historiques in Bouzonville führt die Monuments historiques in der französischen Gemeinde Bouzonville auf.

## Liste der Bauwerke
| Bezeichnung        | Beschreibung | Standort                | Kennzeichnung | Schutzstatus   | Datum     | Bild           |
| ------------------ | --- | ----------------------- | ------------- | -------------- | --------- | -------------- |
| Abtei Sainte-Croix | um 1030 gegründet, 1793 säkularisiert, heute Pfarrkirche und Altersheim; erhalten: Teile des Kreuzgangs und die Abteikirche | Cour de l’Abbaye (Lage) | PA00106742    | Inscrit Classé | 1986 1999 | weitere Bilder |

## Liste der Objekte
| Bezeichnung                | Beschreibung                                                                | Standort                                  | Kennzeichnung | Schutzstatus | Datum | Bild |
| -------------------------- | --------------------------------------------------------------------------- | ----------------------------------------- | ------------- | ------------ | ----- | ---- |
| Drei Flachreliefs          | Eichenholz, 18. Jahrhundert                                                 | im Pfarrhaus (Lage)                       | PM57000038    | Classé       | 1982  |      |
| Zwei Löwenskulpturen       | Eichenholz, 18. Jahrhundert                                                 | in der Kirche Ste-Croix (Lage)            | PM57000037    | Classé       | 1982  |      |
| Hauptaltar                 | Altartisch, Tabernakel und Retabel; Holz, erste Hälfte des 19. Jahrhunderts | Heckling, in der Kapelle St-Hubert (Lage) | PM57001090    | Inscrit      | 2010  |      |
| Chorgestühl                | Eichenholz, 18. Jahrhundert                                                 | in der Kirche Ste-Croix (Lage)            | PM57000035    | Classé       | 1982  |      |
| Skulptur Heiliger Benedikt | Eichenholz, farbig gefasst, 17. Jahrhundert                                 | im Pfarrhaus (Lage)                       | PM57000036    | Classé       | 1982  |      |